# András Kun
András Kun, O.F.M. Conv. (Nyírbátor, 9 novembre 1911 – Budapest, 19 settembre 1945), è stato un presbitero ungherese appartenente all'ordine cattolico romano dei frati minori conventuali.
Durante l'Olocausto in Ungheria fu anche al comando di uno squadrone della morte legato al Partito delle Croci Frecciate. Dopo la seconda guerra mondiale fu processato, condannato e impiccato per crimini di guerra da un tribunale del popolo ungherese dopo l'occupazione sovietica dell'Ungheria.

## Biografia
Nacque l'8 novembre 1911 a Nyírbátor. Frequentò il seminario a Roma e fu ordinato sacerdote in un monastero francescano. Secondo il giornalista Rezső Szirmai, nel 1943 fu espulso dal monastero e trasferito a Budapest. Non è chiaro se ha mai avuto facoltà valide, ma a volte teneva sermoni e offriva messe nuziali nella chiesa del Sacro Cuore di Gesù a Városmajor.

### Partecipazione all'Olocausto
All'inizio del 1944 Kun si iscrisse al partito filo-nazista ungherese delle Croci Frecciate. Ad ottobre 1944 partecipò alla presa del potere del partito distribuendo le armi.
In seguito dichiarò: "La propaganda ha inculcato in noi la convinzione che dietro i bolscevichi si nascondano gli ebrei. Durante le battaglie più selvagge ne sono rimasto convinto e quando ho avuto davanti gli ebrei, li ho picchiati".
Successivamente i membri delle Croci Frecciate e le SS iniziarono lo sterminio degli ebrei in Ungheria: le deportazioni avvennero tra l'aprile e l'ottobre 1944, mentre le operazioni degli squadroni della morte di svolsero nelle zone di guerra dall'ottobre 1944 al febbraio 1945. Nel frattempo Kun prese il comando di uno squadrone della morte dopo che Ferenc Szálasi e il suo governo lasciarono Budapest alla fine di novembre 1944 perché la capitale ungherese si trovò assediata dall'Armata Rossa. Lo squadrone iniziò a massacrare gli ebrei ancora in città, non solo nel ghetto di Budapest ma anche in ospedali, case di riposo e alloggi messi a disposizione dagli Stati neutrali come la Svizzera o la Svezia. Mentre lo faceva, Kun continuò a indossare la tonaca francescana, portando una pistola nella fondina e una fascia delle Croci Frecciate al braccio. Il suo ordine di solito era: "Nel nome di Cristo - fuoco!".
In una successiva intervista con il giornalista Rezső Szirmai, Kun ricordò: "Ho sempre voluto ridurre la miseria e la sofferenza umana. Per questo ho combattuto contro gli ebrei. Loro sono i signori del capitale. Gli ebrei sono sempre stati quelli che camminavano sul lato soleggiato della strada».
Nel gennaio 1945 Kun ordinò l'arresto dello scrittore ebreo Ernő Ligeti e della sua famiglia. Insieme alla sua squadra della morte torturò brutalmente la moglie ed il figlio di Ligeti. La famiglia al completo fu poi portata al quartier generale delle Croci Frecciate per l'interrogatorio; furono lasciati nudi e legati insieme e verso la mezzanotte affrontarono il plotone d'esecuzione. Ernő Ligeti e sua moglie furono uccisi sul posto mentre il figlio Károly sopravvisse a quattro proiettili, si riprese dalle ferite e in seguito emigrò dall'Ungheria.
Il 12 gennaio 1945 la squadra di Kun fece irruzione nell'ospedale di Buda Chevra Kadisha, dove furono fucilati sommariamente 149 pazienti e i medici ebrei. In un'altra irruzione, nell'ospedale San Giovanni, furono uccise tra le 80 e le 100 persone. La squadra fu anche protagonista nel rapimento dagli alloggi protetti di circa 500 ebrei che furono messi in fila lungo il Danubio e fucilati. In un'altra occasione gli uomini al comando di Kun fecero irruzione in un sanatorio, dove 100 pazienti ebrei furono uccisi a colpi di arma da fuoco.
Kun non fuggì durante l'assedio di Budapest ma rimase nelle retrovie continuando le sue azioni prima che l'esercito tedesco facesse esplodere i ponti della città uno dopo l'altro: alla fine di dicembre 1944 il ponte ferroviario di collegamento meridionale, il 15 gennaio il ponte Miklós Horthy, il 16 il ponte Ferenc József e gli ultimi due il 18 gennaio. Kun aiutò molte squadre locali a trasferirsi e fuggire a Buda, riportando il suo quartier generale al XII quartiere. La sua squadra sottoponeva regolarmente i gentili alla tortura e all'esecuzione.
Con il passare del tempo anche le autorità governative della Croce Frecciata (Nemzeti Számonkérő szék) si opposero alle sue atrocità, in particolare quando cominciò ad attaccare gli ebrei posti sotto la protezione dei paesi neutrali (soprattutto Svizzera e Svezia), e il governo Szalasi aveva paura circa la deroga ottenuta nelle sue recenti relazioni internazionali. Per questo motivo intorno al 18 gennaio 1945 a una pattuglia di polizia fu ordinato di catturarlo nel suo quartier generale: Kun fece picchiare a sangue i poliziotti e li rimandò indietro. In un secondo tentativo furono inviati altri dieci poliziotti; anche questi furono per ossi e rinchiusi nel seminterrato. Alla fine sessanta agenti di polizia circondarono il quartier generale lasciando un ultimatum: se Kun e alcuni compagni non fossero usciti entro dieci minuti, sarebbe stato lanciato un attacco per occupare l'edificio; Kun fu consegnato ponendo così fine al terrore durato tre mesi.
Gli furono rivolte accuse inerenti agli avvenimenti del 18 gennaio 1945, quando il tenente colonnello Rezső Mindák fu duramente picchiato e arrestato. Inoltre fu accusato di aver gravemente abusato degli agenti di una sezione di polizia. Fu arrestato il 19 gennaio 1945 e condannato a morte per ventisette dei circa 3000 omicidi avvenuti. Fu salvato dall'esecuzione da Ferenc Szálasi, che commutò la condanna in 15 anni di carcere.
Presumibilmente fu rilasciato dalle truppe sovietiche che non erano a conoscenza delle identità dei prigionieri. Le sue tracce si perdono nei mesi successivi. Probabilmente finse di essere cittadino rumeno (parlava anche rumeno) e partì per Arad con le truppe rumene impegnate nell'assedio di Budapest. Da qui intendeva fuggire in Italia, ma fu catturato il 3 agosto 1945 sul lato ungherese del confine dalla guardia di frontiera e fu riportato a Budapest il 30 agosto per il processo.

### Cattura ed esecuzione
Subito dopo il suo rilascio, l'esercito sovietico completò l'occupazione di Budapest. Kun fu processato per 500 omicidi da un tribunale del popolo ungherese. Il giorno dell'esecuzione rilasciò un'intervista al giornalista Reszső Szirmai dove ammise di aver picchiato gli ebrei, negò di averne uccisi e affermò di essere stato condannato ingiustamente: si considerava una vittima ancor più di qualsiasi altro ebreo assassinato durante l'Olocausto.
Quando Szirmai commentò che il modo in cui Kun aveva trattato le sue vittime mostrava segni di sadismo, Kun rispose: "Questa perversione esiste, in uno stato dormiente, in ogni anima". Quando gli è stato chiesto se esisteva anche nella sua anima, Kun rispose: "Se esisteva, allora era dormiente. Non ne ero consapevole". Fu giustiziato per impiccagione a Budapest il 19 settembre 1945.

## Eredità
Rezső Szirmai intervistò altri 20 criminali di guerra appartenenti alle Croci Frecciate e nel 1946 pubblicò una raccolta di queste interviste nel libro "Fasiszta lelkek". Tra gli intervistati ci furono Ferenc Szálasi, Andor Jaross e Béla Imrédy. Caduto il comunismo in Ungheria, fu pubblicata una seconda edizione nel 1993.
La tonaca di Kun è attualmente esposta nel museo Casa del Terrore di Budapest. Nel suo bestseller sull'assedio di Budapest lo storico ungherese Krisztián Ungváry descrive in dettaglio i crimini di Kun. Nel processo commenta anche che, mentre Kun e la sua unità massacravano gli ebrei, il nunzio pontificio in Ungheria Angelo Rotta collaborava a stretto contatto con Raoul Wallenberg e altri diplomatici contribuendo a salvare decine di migliaia di vite ebree.